# Gerhard Ertl
Gerhard Ertl, né le 10 octobre 1936 à Stuttgart, est un physicien allemand. Il est lauréat du prix Nobel de chimie de 2007. Il est professeur émérite à l'institut Fritz-Haber de la Société Max-Planck (Max-Planck-Gesellschaft) à Berlin.

## Biographie
Il est diplômé de l'université de Stuttgart.
Gerhard Ertl a travaillé sur la détermination des mécanismes, au niveau moléculaire, de la réaction catalytique de l'ammoniac sur le fer et de l'oxydation catalytique du palladium par le monoxyde de carbone. Il a découvert le phénomène des réactions oscillatoires sur les surfaces de platine et a obtenu, grâce à la microscopie électronique, les premières images des changements observés durant ces réactions.
Ertl a obtenu le prix Nobel de chimie de 2007 « pour ses études des réactions chimiques sur les surfaces solides ». Ses travaux contribuent à expliquer pourquoi la couche d'ozone de l'atmosphère s'atténue, comment fonctionnent les pots catalytiques dans le domaine automobile et même pourquoi le fer rouille.

## Distinctions et récompenses
- 1987 : médaille Liebig
- 2007 : prix Nobel de chimie